# خانه مرحوم مروج (خلیل‌زاده)
خانه مرحوم مروج (خلیل‌زاده) مربوط به دوره قاجار - دوره پهلوی است و در اردبیل، خیابان سی متری، نرسیده به محله ارمنستان واقع شده و این اثر در تاریخ ۱۰ خرداد ۱۳۸۲ با شمارهٔ ثبت ۸۸۹۵ به‌عنوان یکی از آثار ملی ایران به ثبت رسیده است.